# Alaska Jack
Alaska Jack je kultna predstava HNK u Osijeku u režiji i dramaturgiji Saše Anočića koja je okupila tada iznimno nadarenu generaciju mladih glumaca proizašlu iz osječke podružnice zagrebačke Akademije dramske umjetnosti. To je ključna režija Saše Anočića prije preseljenja u Zagreb i jedna od zadnjih uloga Krešimira Mikića prije prelaska u ZKM. Predstava je sastavljena kao mozaik različitih i prepoznatljivih prizora iz života. Tekstualno polazište predstavi Saša Anočić je potražio u djelima mnogih suvremenih autora te ih upotpunio vlastitim umecima da bi predstava konačan oblik dobila glumačkim improvizacijama.
Predstava je bila vrlo uspješna a i danas se o njoj govori kao o ključnoj predstavi kojom je Saša Anočić profilirao svoju estetiku. Predstava je premijerno odigrana 5. svibnja 2000. godine. 

## Autorski tim
Dramaturgija, režija i izbor glazbe: Saša Anočić

Scenski pokret: Ksenija Zec

Scenograf i video projekcije: Ivan Faktor

Kostimografkinja: Saša Došen

Igraju: Saša Anočić, Hrvoje Barišić, Areta Ćurković, Tatjana Bertok, Lidija Florijan, Vjekoslav Janković, Nela Kocsis, Sandra Lončarić, Krešimir Mikić i Slaven Špišić. 